# Associazione Calcio Milano 1943-1944
Questa voce raccoglie le informazioni riguardanti l'Associazione Calcio Milano nelle competizioni ufficiali della stagione 1943-1944.

## Stagione

Walter Del Medico, al Milano dal 1942 al 1943 e nel 1944

In questa stagione, a causa della guerra civile italiana e del Paese diviso in due, è impossibile organizzare dei tornei nazionali ufficiali. Nel Nord Italia occupato dai nazi-fascisti è predisposto un Campionato Alta Italia (il cui nome ufficiale fu "Divisione Nazionale") a cui partecipa anche il Milano.
L'allenatore Giuseppe Santagostino riesce faticosamente ad allestire una squadra tra mille difficoltà. Tra i tesserati ci sono Ferruccio Valcareggi, futuro commissario tecnico della Nazionale italiana, e Romeo Menti, futuro giocatore del Grande Torino. I rossoneri si classificano al 5º posto nella fase eliminatoria della Lombardia senza qualificarsi alla fase interregionale.
Il campionato è pesantemente influenzato dai continui allarmi aerei causati dai bombardamenti strategici degli Alleati e dalle pressanti richieste della autorità militari, che vogliono i giocatori continuamente a disposizione.

## Divise
| Casa | Trasferta | Terza divisa |

## Organigramma societario
Area direttiva
- Presidente: -
- Commissario straordinario: Umberto Trabattoni
- Segretario: Angelo Monti

Area tecnica
- Allenatore: Giuseppe Santagostino
- Direttore tecnico: Antonio Busini

## Rosa
| N. |                   | Ruolo | Calciatore                   |
| -- | ----------------- | ----- | ---------------------------- |
|    | Italia (bandiera) | P     | Giovanni Rossetti            |
|    | Italia (bandiera) | D     | Andrea Bonomi                |
|    | Italia (bandiera) | D     | Gianni Toppan                |
|    | Italia (bandiera) | D     | Franco Ventura               |
|    | Italia (bandiera) | D     | Luigi Zorzi                  |
|    | Italia (bandiera) | C     | Giuseppe Antonini (capitano) |
|    | Italia (bandiera) | C     | Attilio Gallo                |
|    | Italia (bandiera) | C     | Giorgio Granata              |
|    | Italia (bandiera) | C     | Bruno Mazza                  |

| N. |                   | Ruolo | Calciatore           |
| -- | ----------------- | ----- | -------------------- |
|    | Italia (bandiera) | C     | Paolo Todeschini     |
|    | Italia (bandiera) | C     | Ferruccio Valcareggi |
|    | Italia (bandiera) | C     | Ferdinando Valletti  |
|    | Italia (bandiera) | A     | Ennio Bianchi        |
|    | Italia (bandiera) | A     | Mario Begni          |
|    | Italia (bandiera) | A     | Aldo Boffi           |
|    | Italia (bandiera) | A     | Walter Del Medico    |
|    | Italia (bandiera) | A     | Romeo Menti          |
|    | Italia (bandiera) | A     | Romano Penzo         |

### Staff tecnico
| Allenatore:     | Giuseppe Santagostino |
| Medico sociale: | Giuseppe Veneroni     |
| Massaggiatore:  | Luigi Grossi          |

## Calciomercato
| Acquisti | Acquisti             | Acquisti   | Acquisti |
| R.       | Nome                 | da         | Modalità |
| -------- | -------------------- | ---------- | -------- |
| A        | Ennio Bianchi        | Seregno    | -        |
| A        | Franco Canali        | Seregno    | -        |
| C        | Bruno Mazza          | Cremonese  | -        |
| A        | Romeo Menti          | Torino     |          |
| A        | Romano Penzo         | Fiorentina | -        |
| C        | Ferruccio Valcareggi | Fiorentina |          |

| Cessioni | Cessioni           | Cessioni  | Cessioni |
| R.       | Nome               | a         | Modalità |
| -------- | ------------------ | --------- | -------- |
| D        | Enrico Boniforti   | Varese    | -        |
| A        | Gino Cappello      | Padova    | -        |
| D        | Edoardo Galimberti | Novara    | -        |
| A        | Piero Trapanelli   | Cremonese | -        |

## Risultati

### Serie A

#### Girone di andata
| Arbitro: | Cattoretti (Gallarate) |

|           |           |  |
| Begni 68’ | Marcatori |  |

| Arbitro: | Carpani (Milano) |

|                              |           |              |
| Rebuzzi 32’ Gaddoni 37’, 42’ | Marcatori | 81’ Antonini |

| Arbitro: | Matucci (Seregno) |

|                                                   |           |  |
| Del Medico 24’, 44’, 56’, 77’ Begni 27’ Mazza 70’ | Marcatori |  |

| Arbitro: | Camiolo (Milano) |

|                         |           |  |
| Borra 15’ Reguzzoni 40’ | Marcatori |  |

| Arbitro: | Sverzellati (Piacenza) |

|                                     |           |                      |
| Granata 26’, 52’ Messora 49’ (aut.) | Marcatori | 3’ Rigamonti 51’ Gei |

| Arbitro: | Camiolo (Milano) |

|  |           |   |
|  | Marcatori | . |

| Arbitro: | Cipriani (Milano) |

|  |           |   |
|  | Marcatori | . |

#### Girone di ritorno
| Arbitro: | Camiolo (Milano) |

|                                      |           |           |
| Capra 12’ Bandirali 22’ Gallanti 30’ | Marcatori | 44’ Penzo |

| Arbitro: | Massironi (Milano) |

|                         |           |  |
| Del Medico 9’ Penzo 49’ | Marcatori |  |

| Arbitro: | Carpani (Milano) |

|  |           |                |
|  | Marcatori | 43’, 86’ Penzo |

| Arbitro: | Ricci (Crema) |

|           |           |               |
| Menti 26’ | Marcatori | 73’ Reguzzoni |

| Arbitro: | Cipriani (Milano) |

|         |           |  |
| Gei 47’ | Marcatori |  |

| Arbitro: | Carpani (Milano) |

|                        |           |           |
| Arezzi 42’ Turconi 59’ | Marcatori | 40’ Penzo |

| Arbitro: | Melgari (Milano) |

|  |           |                          |
|  | Marcatori | 81’ Guarnieri 89’ Arcari |

## Statistiche

### Statistiche di squadra
| Competizione        | Punti | In casa | In casa | In casa | In casa | In casa | In casa | In trasferta | In trasferta | In trasferta | In trasferta | In trasferta | In trasferta | Totale | Totale | Totale | Totale | Totale | Totale | DR |
| Competizione        | Punti | G       | V       | N       | P       | Gf      | Gs      | G            | V            | N            | P            | Gf           | Gs           | G      | V      | N      | P      | Gf     | Gs     | DR |
| ------------------- | ----- | ------- | ------- | ------- | ------- | ------- | ------- | ------------ | ------------ | ------------ | ------------ | ------------ | ------------ | ------ | ------ | ------ | ------ | ------ | ------ | -- |
| Divisione Nazionale | 13    | 7       | 4       | 2       | 1       | 13      | 5       | 7            | 1            | 1            | 5            | 5            | 11           | 14     | 5      | 3      | 6      | 18     | 16     | +2 |

### Statistiche dei giocatori
| Giocatore     | Divisione Nazionale | Divisione Nazionale |
| Giocatore     | Presenze            | Reti                |
| ------------- | ------------------- | ------------------- |
| G. Antonini   | 13                  | 1                   |
| M. Begni      | 3                   | 2                   |
| E. Bianchi    | 3                   | 0                   |
| A. Boffi      | 1                   | 0                   |
| A. Bonomi     | 10                  | 0                   |
| W. Del Medico | 14                  | 5                   |
| A. Gallo      | 8                   | 0                   |
| G. Granata    | 13                  | 2                   |
| B. Mazza      | 3                   | 1                   |
| R. Menti      | 9                   | 1                   |
| R. Penzo      | 11                  | 5                   |
| G. Rossetti   | 14                  | -16                 |
| P. Todeschini | 12                  | 0                   |
| G. Toppan     | 14                  | 0                   |
| F. Valcareggi | 11                  | 0                   |
| F. Valletti   | 0                   | 0                   |
| F. Ventura    | 1                   | 0                   |
| L. Zorzi      | 14                  | 0                   |